# Čistý potok (přítok Lišanského potoka)
Čistý potok (též Čistá) je drobný vodní tok v Rakovnické pahorkatině v okrese Rakovník. Je dlouhý 6,5 km, plocha jeho povodí měří 28,3 km² a průměrný průtok v ústí je 0,07 m³/s.

## Průběh toku
Potok pramení v lesích Křivoklátské vrchoviny v nadmořské výšce 422 m n. m. asi dva kilometry východně od Lužné II v blízkosti železniční trati Praha–Rakovník. Několik set metrů od pramene opouští vrchovinu a vtéká do Rakovnické pahorkatiny. Protéká rekreační osadou Čistý rybník, ve které napájí stejnojmennou vodní nádrž. Poté, co se stočí k jihu, přijímá z pravé strany menší Křížový potok, protéká vesnicí Lužná a pokračuje k rakovnické části Šamotka. Zde se v krátkém úseku vrací do Křivoklátské vrchoviny, napájí Žákův rybník a zleva přijímá Skelnohuťský potok. Zpět v Rakovnické pahorkatině se v nadmořské výšce 325 m n. m. vlévá zleva do Lišanského potoka.